# Naturwald Feuchtwälder im Nürnberger Reichswald
Der Naturwald Feuchtwälder im Nürnberger Reichswald ist ein etwa 317 Hektar großer Naturwald im Naturraum Nürnberger Becken und Sandplatte. Er liegt im mittelfränkischen Stadtgebiet von Erlangen sowie in den Landkreisen Erlangen-Höchstadt und Nürnberger Land, grob zwischen den Städten Erlangen und Nürnberg. Das Gebiet wurde im Jahr 2022 als Schutzgebiet ausgewiesen. Der Naturwald ist das größte Waldschutzgebiet in Mittelfranken.

## Geographische Lage
Das Schutzgebiet erstreckt sich über vier unterschiedlich große Teilflächen. Zwei davon liegen im Stadtgebiet von Erlangen und im Dormitzer Forst. Eine weitere Teilfläche befindet sich westlich des Marktes Heroldsberg, während die südlichste Teilfläche zwischen der mittelfränkischen Großstadt Nürnberg und Fischbach bei Nürnberg liegt. Dieses Naturwaldgebiet ist Teil des Vogelschutzgebiets Nürnberger Reichswald und umfasst mehrere Waldgebiete im Sebalder Reichswald, im Nordwestteil des Nürnberger Waldgürtels sowie im Lorenzer Reichswald, der sich südlich der Pegnitz im Nürnberger Reichswald erstreckt.

## Schutzstatus und Geschichte
Abgesehen von notwendigen Maßnahmen des Waldschutzes und der Verkehrssicherung findet in Naturwaldreservaten und Naturwäldern keine Bewirtschaftung und keine Holzentnahme statt. Im Rahmen des Volksbegehren „Artenvielfalt & Naturschönheit in Bayern“ kündigte die Bayerische Staatsregierung an, 10 % des Staatswaldes aus der Nutzung zu nehmen. Als Teil dieser Maßnahme wurde dieser Wald als Schutzgebiet ausgewiesen und somit dauerhaft der natürlichen Waldentwicklung überlassen.

## Charakteristik
Der Naturwald beherbergt verschiedene Lebensräume wie sumpfige Bruch- und Sumpfwälder sowie Erlen-Eschen-Auwälder entlang von Bächen und Gräben. Die Vegetation ist vielfältig und umfasst Pflanzen wie Holunder, Traubenkirsche, Pfaffenhütchen, Schwertlilien und Seerosen. Neben Schwarzerlen, Moorbirken, Weiden, Pappeln, Flatterulmen und Erlen prägen mächtige Alt-Eichen, Eschen, Ahorn, Kiefern und Fichten den Wald. Unterschiedliche Waldgesellschaften wie Schwarzerlen-Bruchwälder, Schwarzerlen-Eschen-Sumpfwälder, Fichten-Schwarzerlen-Sumpfwälder und Auenwälder mit Erle und Esche sind im Naturwald vorhanden. Die reichhaltige Ökosystemvielfalt unterstützt eine breite Artenvielfalt, darunter Spechte, Hohltauben, Eisvögel, Wasseramseln, Waldschnepfen, Waldwasserläufer, Trauer- und Grauschnäpper, verschiedene Amphibien und Reptilien, Biber, diverse Fledermausarten, Nachtfalter, Libellen, Mykorrhiza-Pilze an den Schwarzerlen sowie weitere Pflanzen wie Bartflechten, Walzen-Seggen, Schwertlilien und mächtige Alt-Eichen.

## Naturwaldreservat und Naturschutzgebiet
Innerhalb des Naturwaldes befindet sich das Naturwaldreservat Brucker Lache sowie das gleichnamige Naturschutzgebiet Brucker Lache. Das Naturwaldreservat wurde 1978 als eines der ersten Reservate ausgewiesen und beherbergt vorwiegend Schwarzerlen-Bruchwälder, Schwarzerlen-Eschen-Sumpfwälder und Fichten-Schwarzerlen-Sumpfwälder auf tonigen Böden. Die Strauchschicht besteht aus Pfaffenhütchen, Traubenkirsche, Faulbaum und Kreuzdorn. Erlenstümpfe bieten Lebensraum für die Walzen-Segge. Unterschiedliche Spechtarten, darunter der Kleinspecht, nutzen alte Schwarzerlen, Weiden und Pappeln für Bruthöhlen. Verschiedene Pilze wie Schnitzlinge, Moosmilchlinge und der Rotrandige Baumschwamm sind hier zu finden. Eine vielfältige Schmetterlingsfauna, vor allem Nachtfalter wie das Schlehen-Grauspinnerchen und das Blaue Ordensband, ist präsent. Forstliche Untersuchungen zeigen einen Holzvorrat von 359 Festmetern pro Hektar im Jahr 2002, mit einer Zunahme von 20 Festmetern Totholz seitdem. Schwarzerlen bilden etwa 55 % des Baumbestandes, gefolgt von Waldkiefern, Fichten, Pappeln und Eschen.

## Besonderheiten
Das Schutzgebiet beherbergt außerdem den geschützten Landschaftsbestandteil Gründlachtal. Dieses Gebiet dient als natürlicher Lebensraum für den Biber sowie zur Erhaltung der natürlichen Auen- und Gewässerdynamik der Gründlach. Schwarzerlen, Eschen und einige mächtige Eichen prägen diese von Bächen und Gräben durchzogene Auenlandschaft. Die Gründlach weist aufgrund des geringen Gefälles eine auffällig starke Mäanderbildung auf. Im Jahr 1979 wurden fast 47.000 Hektar des mittelfränkischen Waldgebiets, darunter der Lorenzer und Sebalder Reichswald, als erste Bannwälder Bayerns unter strengsten Schutz gestellt. Diese Wälder sind aufgrund ihrer Lage und Flächenausdehnung unersetzlich, insbesondere in verdichteten und waldarmen Gebieten. Ein Bannwalddenkmal im Dormitzer Forst erinnert an die Erklärung des Sebalder Reichswaldes zum Bannwald vor über 40 Jahren.